# Vor dem Trebbiner Tor
Vor dem Trebbiner Tor ist ein Wohnplatz der Stadt Luckenwalde im Landkreis Teltow-Fläming im Land Brandenburg.

## Geografische Lage
Der Wohnplatz liegt nordöstlich des Stadtzentrums und grenzt im Norden an die Gemeinde Nuthe-Urstromtal. Westlich fließt die Nuthe von Süden kommend in nordnordöstlicher Richtung an der Wohnbebauung vorbei. Die nördlich, östlich und südlich gelegenen Flächen werden vorzugsweise landwirtschaftlich genutzt und durch den Königsgraben Luckenwalde entwässert.

## Geschichte
Das Trebbiner Tor war Teil der mittelalterlichen Stadtbefestigung und lag rund 600 Meter vom Jüterboger Tor und rund 500 Meter vom Baruther Tor entfernt. Im Jahr 1480 besaß das Kloster Zinna vor dem Tor eine Wiese, die als Zwinger oder Baumgarten bezeichnet wurde. Der Walkmüller Winkler pachtete Ende des 18. Jahrhunderts vor dem Tor ein Stück Pfarrland. Von 1827 bis 1830 entstand vor dem Tor die Färbereich Emisch.
Das Etablissement vor dem Trebbiner Tor erschien erstmals im Jahr 1871 als Wohnplatz zur Stadt Luckenwalde gehörig. Zu dieser Zeit lebten 87 Personen an dem Ort. Er wurde ab 1895 als Vor dem Trebbiner Tor bezeichnet; im genannten Jahr lebten nur noch 33 Personen im Wohnplatz. Ihre Anzahl stieg auf 36 Personen im Jahr 1905 an.